# ترخيص الكلاب

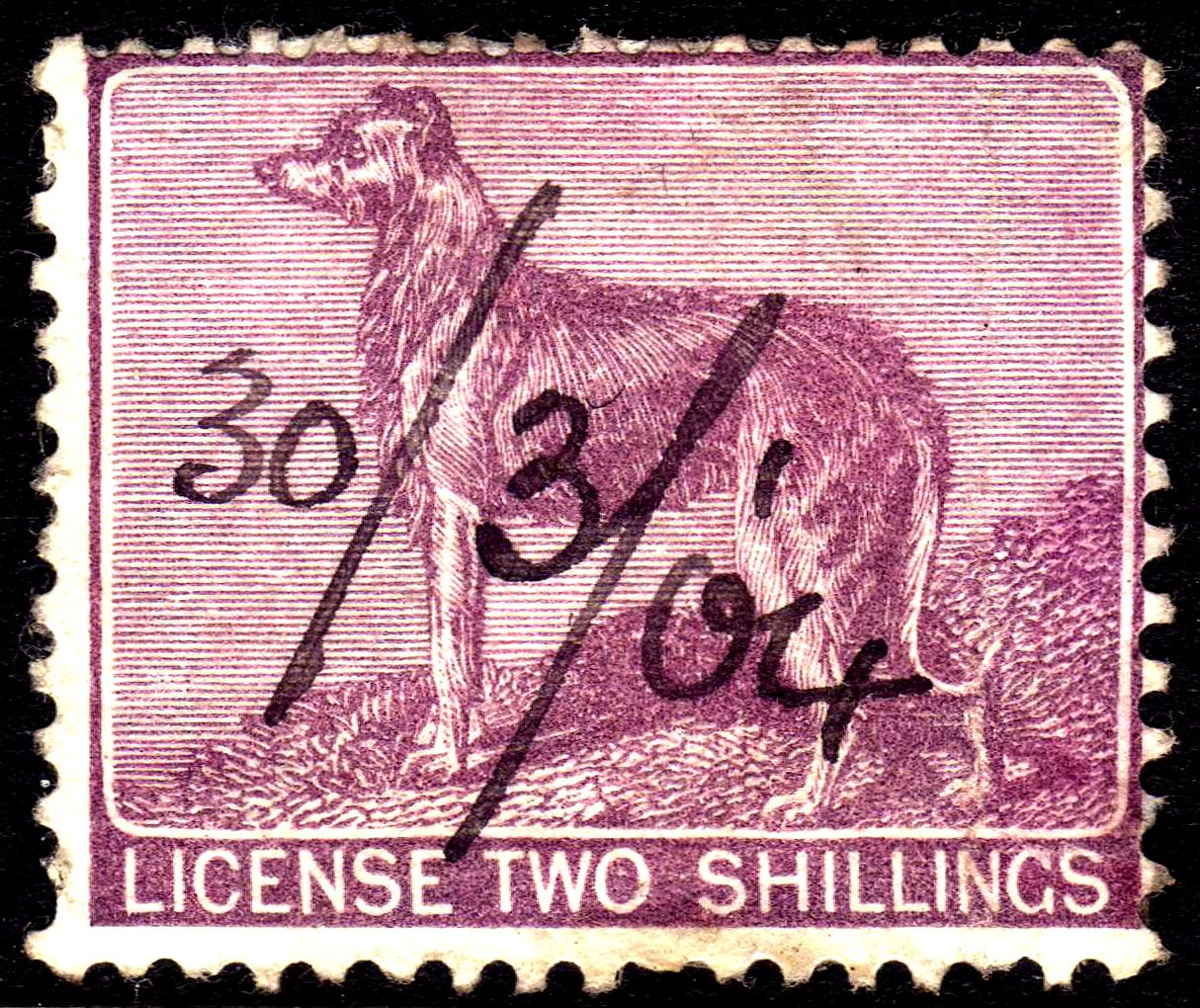
طابع ماليّ إيرلنديّ يستخدم في تسجيل الكلاب، ويظهر عليه صورة الكلب الذئبيّ الإيرلنديّ.

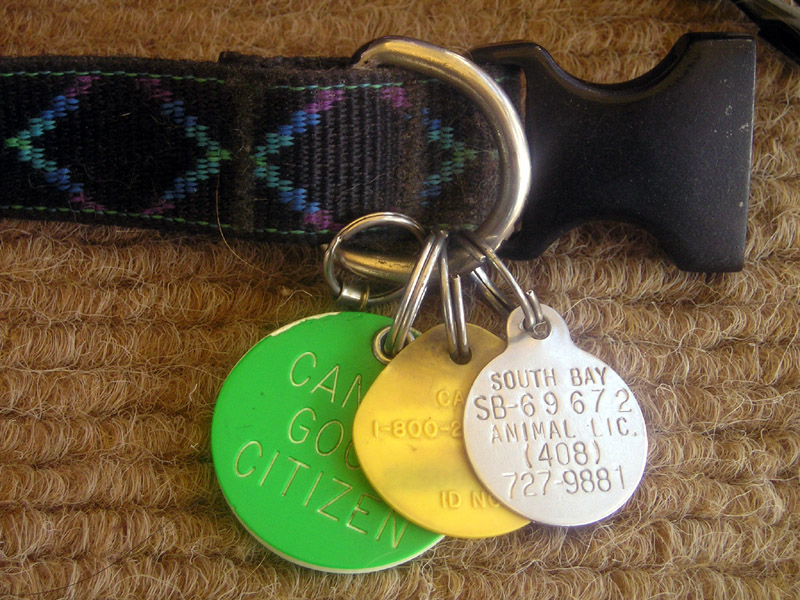
قد يكون قيد ترخيص الكلب من ضمن عدة علامات يجب على الكلاب ارتدائها.

ترخيص الكلاب هو إجراء يستوجبه القانون في بعض الولايات القضائيَّة حتّى يستطيع الفرد امتلاك كلب. عادة ما يتم إصدار رقم تعريفيّ مميّز لصاحب الكلب، ويعطى الكلب علامة تحمل رمزًا تعريفيًا، ورقم هاتف خاص بالجهة المسجّل بها. وبذلك يمكن للمنقذين التواصل مع المنظّمة التي سجِّل بها الحيوان الأليف للحصول على معلومات الاتصال الحاليَّة الخاصّة بصاحبه في حال ضياعه.
قد يتطلب ترخيص الكلاب إجراءات إضافيَّة يجب على الصاحب استيفائها، مثل التأكد من حصول الكلب على التطعيم ضد داء الكلب أو اجتياز اختبار خاص بانضباط الكلاب. يشترط القانون في كثير من الولايات القضائيَّة تسديد رسوم رمزيَّة عند ترخيص الكلاب. يجدر الإشارة إلى أن هذه الرخص تخضع في العادة إلى التجديد بصورة سنويَّة أو بعد انقضاء فترة زمنيَّة قصيرة.

## إجراءات الترخيص حسب البلد

### ألمانيا
تفرض معظم البلديات الألمانيَّة ضريبة على الكلاب، والتي يجب تسديدها سنويًا. تزيد بعض البلديات مقدار هذه الضريبة على الكلاب الثانية والثالثة، وذلك للحد من امتلاك الكثير من الكلاب.

### أستراليا
يخضع ترخيص الكلاب إلى التشريعات القانونيَّة الصادرة عن سلطات الولايات والأقاليم، ولكن تصدر هذه التشريعات عن الحكومات المحليَّة (على غرار مجالس المدن أو مجالس المقاطعات). ولذلك تختلف صياغة قيد تسجيل الترخيص والتكلفة المترتبة عنه باختلاف المنطقة. تشترط بعض المناطق مثل فيكتوريا تسجيل القطط وزرع رقاقات خاصّة أيضًا.

### إيرلندا
يتحتم على الأفراد استصدار رخصة للكلاب في إيرلندا، وهنالك ثلاثة أنواع من الرخص:
- رخصة مفردة - تغطي كلبًا واحدًا وتخضع للتجديد كل 12 شهرًا
- رخصة عامّة - خاصّة بأصحاب الكلاب وتخضع للتجديد كل 12 شهرًا
- رخصة مدى الحياة - تبقى سارية طيلة فترة حياة الكلب الذي استصدرت رخصته

### إيطاليا
أصبحت رقاقة التعريف إجبارية لكل كلب يتجاوز عمره الشهرين اعتبارًا من عام 2008. يتم تسديد رسوم رمزيَّة لقاء استصدار الرخصة، ولكنها لا تحتاج إلى التجديد.

### هولندا
يجب تسجيل الكلاب وتسديد ضريبة سنويَّة إلى البلدية المعنية بحسب عدد الكلاب الذي يمتلكها الفرد. تختلف قيمة الرسوم الواجب دفعها من بلدية إلى أخرى. فمثلًا، تبلغ قيمة الضريبة المفروضة على امتلاك الكلاب في لاهاي 125.76 يورو للكلب الأول، وترتفع لتبلغ 322.80 يورو للكلب الثاني، وترتفع لتصل إلى 572.64 يورو للكلب الثالث، وتبلغ الضريبة 249.84 يورو عن كل كلب إضافي آخر (وذلك اعتبارًا من عام 2021). بادرت بعض البلديات مثل أمستردام إلى إلغاء هذه الضريبة.

### المملكة المتحدة
أدى صدور قانون الحكومة المحلية لسنة 1988 إلى إلغاء ترخيص الكلاب في إنجلترا وويلز واسكتلندا. كان القانون قبل ذلك يلزم الأفراد باستصدار تراخيص للكلاب بموجب قانون ترخيص الكلاب لسنة 1959، والذي كان يُعمل به أصلًا بموجب قانون ترخيص الكلاب لسنة 1867، ولكن قلما كان هنالك التزام بذلك القانون؛ حيث لم تتجاوز نسبة الأشخاص الذين حملوا رخصة نصف إجمالي عدد المالكين الفعليين. حدِّدت القيمة النهائيَّة لاستصدار ترخيص للكلاب بـ37 بنسًا، وخفِّضت بعد سحب فئة عملات نصف البنس من السوق في عام 1984. كانت قيمة هذا الرسم تعادل 7 ونصف شلن بموجب ما حدده قانون الجمارك والضرائب الداخلية لسنة 1878. كانت إيرادات الرخص تذهب إلى السلطات المحليَّة.
كان ترخيص الكلاب بمثابة ضريبة على تربية الكلاب في واقع الأمر؛ فهذا النظام لم يضمن سلامة الكلب، ولم يقيد من كان يسمح له باقتناء الكلاب.
فرض القانون على جميع الكلاب في إنجلترا وويلز حمل رقاقة إلكترونيَّة بدءًا من عام 2016. كذلك خضعت التشريعات الاسكتلندية للتغيير ليصبح زرع رقاقة خلصّة للكلاب شرطًا إجباريًا بدءًا من عام 2016.
ينص القانون في أيرلندا الشماليَّة على وجوب استصدار تراخيص للكلاب بموجب قانون الكلاب في أيرلندا الشماليَّة لسنة 1983. بلغت كلفة الحصول على ترخيص للكلاب 12.50 جنيهًا إسترلينيًا في السنة الواحدة بحلول عام 2011، في حين يحصل كبار السن وأصحاب الكلاب المعقمة على تخفيض في القيمة الواجب عليهم تسديدها.

### الولايات المتحدة
تشترط بعض الولايات والبلديات وغيرها من الولايات القضائيَّة حصول الأفراد على تراخيص للكلاب ووثيقة تثبت تطعيمهم ضد داء الكلب. تنتهي صلاحية هذه التراخيص قبل انتهاء صلاحية التطعيم. تقوم بعض الولايات القضائيَّة الأمريكيَّة بتخفيض قيمة الرسوم المترتّبة عن إصدار رخص في حال جاء المالك بدليل من الطبيب البيطري يثبت أن الكلب معقم أو مخصى، ويكمن الهدف من ذلك تجنبًا لزيادة تعداد الحيوانات الأليفة عن الحدود المعقولة. كذلك تفرض القوانين في بعض أجزاء كاليفورنيا وماريلند حصول الأفراد على تراخيص خاصة بالقطط.
كان هناك محاولة لإلغاء شرط الحصول على رخصة للكلاب في ولاية نيوهامبشير في عام 2012، ولكن باءت هذه المحاولة بالفشل آنذاك بسبب الشهادة التي أدلاها ابن رئيس اللجنة (وهو طبيب بيطريّ) ضد مشروع القانون. تذهب الأموال المجبية من ضرائب تراخيص الكلاب إلى هيئات الرعاية البيطريَّة في الولاية.